# María Ramona Echeverz
María Ramona Echeverz (Pamplona, ca. 1730- Ibidem, ca. 1808). Fue una impresora y librera española.
Se casó en 1756 con el impresor y librero José Miguel de Ezquerro y Chávarri. No debieron de tener hijos, a juzgar por el hecho de que su esposo la dejó como única heredera. Por este motivo, cuando enviudó en 1783, asumió la titularidad del negocio familiar hasta su fallecimiento, que debió de producirse en torno a 1808. Con ella se cerró el taller de imprenta puesto en marcha en 1700 por Juan José Ezquerro.

## Vida profesional
En 1784, un año después de la muerte de su esposo, María Ramona Echeverz ya figura al frente del taller, como “viuda de José Miguel de Ezquerro”, hasta al menos 1808, cuando habría sobrepasado los 75 años.
Sabía firmar, aunque lo hiciera con torpeza.
Su presencia al frente de la imprenta sería a título nominal, como propietaria, dado que en estos casos lo habitual era que la dirección técnica fuera asumida por un oficial de la imprenta. Sin embargo, no se conoce quién se encargó del taller tras la muerte de su esposo en 1783, aunque se sabe que, siete años más tarde, comenzó a trabajar aquí, en calidad de “oficial principal”, el pamplonés Joaquín Recalde que a la sazón contaría 26 años. En 1798, ocho años después, continuaba al servicio de María Ramona.
Al igual que sus predecesores, la viuda de José Miguel de Ezquerro disfrutó del oficio de impresor del Consejo Real, lo que representaba una fuente constante de trabajo, como eran las ejecutorias de hidalguía, los expedientes judiciales y los impresos oficiales del Consejo. Así en 1788, con motivo de las exequias de Carlos III, imprimió por encargo de esta institución 36 juegos de jeroglíficos y poesías, con una tirada de seis ejemplares de cada uno de ellos, lo que supuso 216 unidades. Además, imprimió 38 láminas en papel de marca mayor para adornar el túmulo y un folleto con el texto del sermón fúnebre. El coste total de estos trabajos ascendió a 542 reales y 28 maravedís.
Como lo hacía su esposo, con frecuencia en el pie de imprenta de sus publicaciones se titula "Impresora de los Tribunales Reales y Reales Tablas de Su Majestad", que en el reino de Navarra eran el Consejo Real, la Corte Mayor y las aduanas (tablas).

## Producción de libros
La producción de libros de María Ramona Echeverz, desde 1784 hasta 1801, da un saldo de 18 títulos. La actividad de la imprenta ofrece un ritmo relativamente homogéneo durante los 12 primeros años, concretamente hasta 1796. En este tiempo los libros aparecen con regularidad, a excepción del bienio 1789 - 1790, y de los años 1787 y 1795. Incluso se advierte una actividad relevante en 1786 y 1791, cuando se imprimen tres títulos, y también en 1784, 1792 y 1796 cuando se registran dos. Sin embargo, entre 1797 y 1799 la producción se interrumpe para reanudarse moderadamente en 1800 y suspenderse definitivamente al año siguiente, aunque Echeverz vivirá al menos hasta 1808.
| Producción de libros de la imprenta de María Ramona Echeverz (1784-1801) |
| ------------------------------------------------------------------------ |
|                                                                          |

Bajo la dirección de María Ramona Echeverz se registra una media de un libro por año, lo que representa una tasa modesta, similar a la que se dio en la época de su marido y, de cualquier manera, por debajo de la media del siglo XVIII en Navarra.
La práctica totalidad de las obras impresas son primeras ediciones en Navarra. La única reimpresión corresponde a las Constituciones de la Congregación y Escuela de Christo, ya editada en Pamplona en 1729, a cargo de Francisco Paisa, y en 1750, por Jerónimo Anchuela. La edición de la viuda de Ezquerro fue a iniciativa de los congregantes de la parroquia pamplonesa de San Saturnino. 
En lo que concierne a la distribución temática, una vez más se advierte la hegemonía de la Religión. En cambio, destaca la ausencia de libros referidos a Ciencias y Literatura —los dos campos con mayor contenido laico—. La Religión reúne la mitad de los títulos impresos, entre los que destacan los editados por el cisterciense aragonés Juan de Sada y Gallego, que trata de autores franceses relacionados con la vida monástica de la Trapa. En el apartado correspondiente al Derecho, de los cinco títulos que comprende tan solo uno es de carácter civil; se trata de las ordenanzas sobre los priores de barrio editadas por el Regimiento de Corella. Los tres libros relativos a la Historia se refieren a una cronología de la Religión, a una biografía sobre el predicador capuchino Lorenzo de Brindis y a la edición del Consejo Real sobre las exequias de Carlos III, que es el único título de cariz laico.
A pesar de la hegemonía de los temas religiosos, no se registra una sola publicación en latín, lo que está en consonancia con el descenso de esta lengua en la producción impresa de final de siglo. Se ha de reseñar la presencia en 1800 de una publicación devota en vascuence del sacerdote guipuzcoano Juan Antonio Moguel, lo que revelaría el comienzo de la recuperación de esta lengua como vehículo de obras populares, tras la orden del Conde de Aranda de 1766 por la que prohibió la impresión de obras en vascuence, prohibición que también afecto al resto de lenguas peninsulares, con el objeto de promover el uso generalizado del castellano por ser "inteligible para toda la nación".
El formato de los libros se sitúa en los niveles intermedios, es decir, al cuarto -al que pertenecen las dos terceras partes- y al octavo.
La calidad tipográfica se ha de considerar destacada, ya que la mitad de las obras evaluadas está en el nivel de “buenas”, incluso hay una considerada como “excelente”, la que corresponde a la edición del Consejo Real para las exequias de Carlos III. A medida que se acerca al final de siglo se advierte el abandono de la tipografía barroca y la asimilación de la neoclásica, definida por márgenes más generosos y tipografía menos abigarrada y más homogénea.

## Galería de imágenes

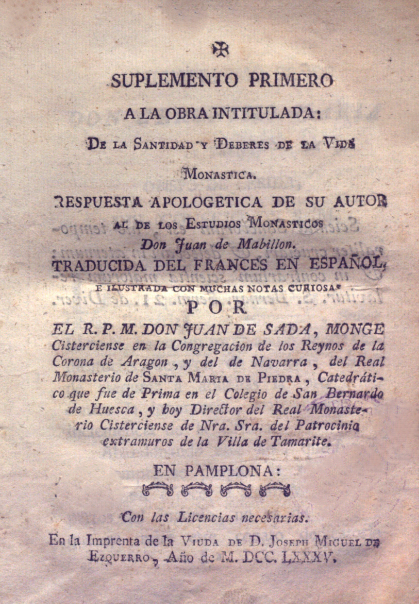
Tomo primero del tratado sobre la vida monástica traducido del francés por el cisterciense Juan de Sada (1785)
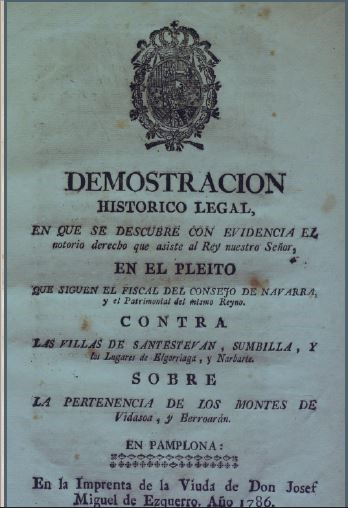
Proceso sobre los montes de "Vidasoa y Berroarán" (1786)]]
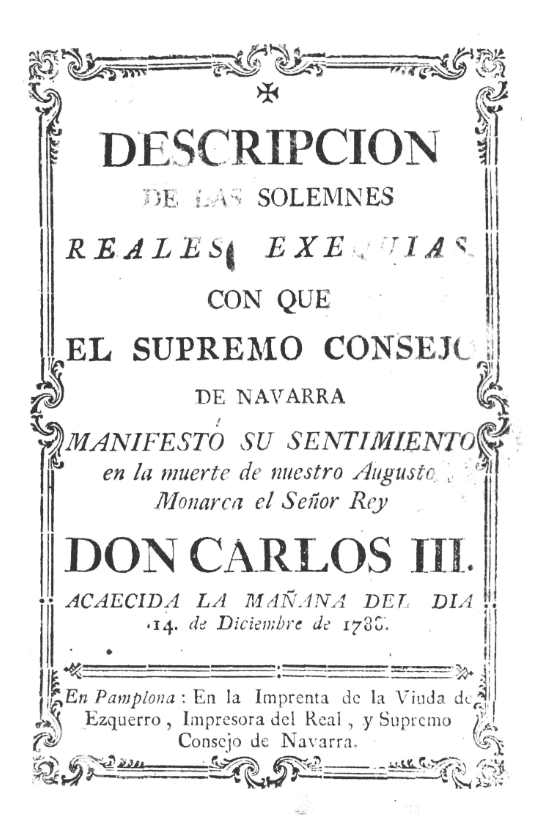
Exequias de Carlos III organizadas por el Consejo Real de Navarra (1788)
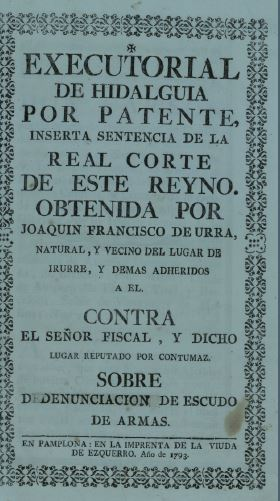
Ejecutorial de hidalguía (1793)
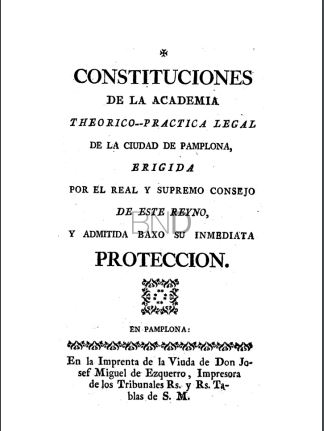
Constituciones de la Academia Legal (1800)
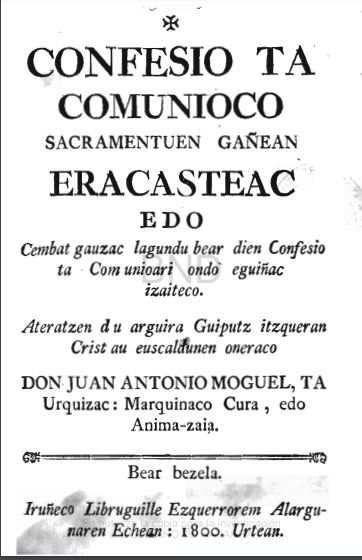
Confesio ta comunioco (1800), primer libro impreso en vascuence desde 1766